# Президентские выборы в Италии (1962)

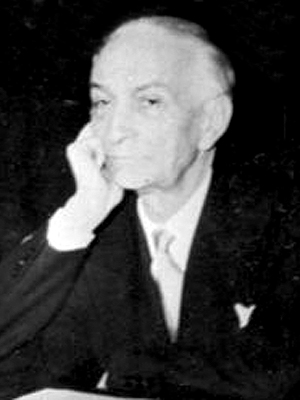
Антонио Сеньи

Президентские выборы в Италии 1962 года проходили в соответствии с Конституцией. Согласно статье 83 Конституции, выборы президента Италии осуществляются парламентом на совместном заседании его членов. Для избрания кандидат должен получить большинство в две трети голосов членов собрания. После третьего голосования достаточно абсолютного большинства.
Выборы проходили 2-6 мая, для избрания президента потребовалось 9 туров голосования. В 9-м туре победу одержал Антонио Сеньи.

## 2 мая 1962

### 1 тур
Присутствовало: 834, голосовало: 834, воздержались: 0.
Необходимое число голосов для избрания: 570.
| Кандидат                   | Число голосов |
| -------------------------- | ------------- |
| Антонио Сеньи              | 333           |
| Умберто Террачини          | 200           |
| Алессандро Пертини         | 120           |
| Аугусто Де Марсаниш        | 46            |
| Джузеппе Сарагат           | 42            |
| Джованни Гронки            | 20            |
| Аттило Пиччиони            | 12            |
| Паоло Росси                | 10            |
| Пустые бюллетени           | 43            |
| Отсутствующие бюллетени    | 8             |
| Недействительные бюллетени | 0             |

Ни один из кандидатов не набрал требуемого большинства голосов, поэтому был назначен 2-й тур.

### 2 тур
Присутствовало: 831, голосовало: 831, воздержались: 0.
Необходимое число голосов для избрания: 570.
| Кандидат                   | Число голосов |
| -------------------------- | ------------- |
| Антонио Сеньи              | 340           |
| Умберто Террачини          | 196           |
| Джузеппе Сарагат           | 92            |
| Аттило Пиччиони            | 41            |
| Акилле Лауро               | 38            |
| Джованни Гронки            | 32            |
| Чезаре Мердзагора          | 12            |
| Пустые бюллетени           | 65            |
| Отсутствующие бюллетени    | 15            |
| Недействительные бюллетени | 0             |

Ни один из кандидатов не набрал требуемого большинства голосов, поэтому был назначен 3-й тур.

### 3 тур
Присутствовало: 842, голосовало: 842, воздержались: 0.
Необходимое число голосов для избрания: 570.
| Кандидат                   | Число голосов |
| -------------------------- | ------------- |
| Антонио Сеньи              | 341           |
| Джузеппе Сарагат           | 299           |
| Аттило Пиччиони            | 51            |
| Джованни Гронки            | 44            |
| Калоджеро Вольпе           | 37            |
| Чезаре Мердзагора          | 13            |
| Пустые бюллетени           | 46            |
| Отсутствующие бюллетени    | 11            |
| Недействительные бюллетени | 0             |

Ни один из кандидатов не набрал требуемого большинства голосов, поэтому был назначен 4-й тур.

## 3 мая 1962

### 4 тур
Присутствовало: 843, голосовало: 843, воздержались: 0.
Необходимое число голосов для избрания: 428.
| Кандидат                   | Число голосов |
| -------------------------- | ------------- |
| Антонио Сеньи              | 354           |
| Джузеппе Сарагат           | 321           |
| Джованни Гронки            | 45            |
| Аттило Пиччиони            | 40            |
| Орацио Кондорелли          | 38            |
| Чезаре Мердзагора          | 11            |
| Пустые бюллетени           | 26            |
| Отсутствующие бюллетени    | 8             |
| Недействительные бюллетени | 0             |

Ни один из кандидатов не набрал требуемого большинства голосов, поэтому был назначен 5-й тур.

### 5 тур
Присутствовало: 841, голосовало: 841, воздержались: 0.
Необходимое число голосов для избрания: 428.
| Кандидат                   | Число голосов |
| -------------------------- | ------------- |
| Антонио Сеньи              | 396           |
| Джузеппе Сарагат           | 321           |
| Джованни Гронки            | 43            |
| Аттило Пиччиони            | 28            |
| Чезаре Мердзагора          | 14            |
| Пустые бюллетени           | 35            |
| Отсутствующие бюллетени    | 3             |
| Недействительные бюллетени | 1             |

Ни один из кандидатов не набрал требуемого большинства голосов, поэтому был назначен 6-й тур.

### 6 тур
Присутствовало: 842, голосовало: 841, воздержались: 1.
Необходимое число голосов для избрания: 428.
| Кандидат                   | Число голосов |
| -------------------------- | ------------- |
| Антонио Сеньи              | 399           |
| Джузеппе Сарагат           | 314           |
| Джованни Гронки            | 43            |
| Чезаре Мердзагора          | 18            |
| Аттило Пиччиони            | 17            |
| Пустые бюллетени           | 46            |
| Отсутствующие бюллетени    | 4             |
| Недействительные бюллетени | 0             |

Ни один из кандидатов не набрал требуемого большинства голосов, поэтому был назначен 7-й тур.

## 5 мая 1962

### 7 тур
Присутствовало: 840, голосовало: 840, воздержались: 0.
Необходимое число голосов для избрания: 428.
| Кандидат                   | Число голосов |
| -------------------------- | ------------- |
| Антонио Сеньи              | 389           |
| Джузеппе Сарагат           | 332           |
| Джованни Гронки            | 29            |
| Чезаре Мердзагора          | 12            |
| Пустые бюллетени           | 58            |
| Отсутствующие бюллетени    | 15            |
| Недействительные бюллетени | 5             |

Ни один из кандидатов не набрал требуемого большинства голосов, поэтому был назначен 8-й тур.

### 8 тур
Присутствовало: 843, голосовало: 843, воздержались: 0.
Необходимое число голосов для избрания: 428.
| Кандидат                   | Число голосов |
| -------------------------- | ------------- |
| Антонио Сеньи              | 424           |
| Джузеппе Сарагат           | 337           |
| Джованни Гронки            | 20            |
| Пустые бюллетени           | 45            |
| Отсутствующие бюллетени    | 17            |
| Недействительные бюллетени | 0             |

Ни один из кандидатов не набрал требуемого большинства голосов, поэтому был назначен 9-й тур.

## 6 мая 1962

### 9 тур
Присутствовало: 842, голосовало: 842, воздержались: 0.
Необходимое число голосов для избрания: 428.
| Кандидат                   | Число голосов |
| -------------------------- | ------------- |
| Антонио Сеньи              | 443           |
| Джузеппе Сарагат           | 334           |
| Пустые бюллетени           | 51            |
| Отсутствующие бюллетени    | 13            |
| Недействительные бюллетени | 1             |

Итог: Антонио Сеньи избран президентом Итальянской республики.